# Leighton Dye

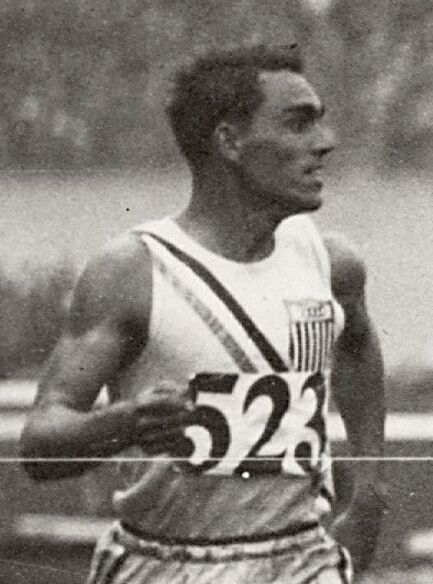
Leighton Dye (1928)

Leighton Dye (Leighton William Charles Dye; * 30. Oktober 1901 in St. Louis; † 25. Oktober 1977 in Naples, Florida) war ein US-amerikanischer Hürdenläufer, der sich auf die 110-Meter-Distanz spezialisiert hatte.
Bei den Olympischen Spielen 1928 wurde er Vierter in 15,0 s.
1926 wurde er US-Meister über 120 Yards Hürden. Am 16. Juni 1928 stellte er in Los Angeles mit 14,6 s eine Weltbestzeit auf, die allerdings nicht als Weltrekord ratifiziert wurde.